# B (metro de Nueva York)
La B Sixth Avenue Express (línea B expresa de la Sexta Avenida en español) es un servicio de metro del metro de la ciudad de Nueva York. Las señales de las estaciones, el mapa del metro de Nueva York, y los letreros digitales están pintados en color naranja, ya que representa el color de la línea de la Sexta Avenida que pasa en Manhattan.
El servicio B opera los días de semana desde las 6:00 hasta las 21:50 desde la calle 145 en Harlem (horas no congestionadas), hacia Brighton Beach, Brooklyn. Durante las horas punta, el servicio opera hacia/desde el bulevar Bedford Park en el Bronx. Opera como ruta local en el Bronx y Uptown Manhattan. Opera como ruta expresa en Midtown Manhattan y Brooklyn.
El servicio de la línea B es el único servicio del metro de Nueva York que tiene una o más estaciones con el mismo nombre (la otra es el servicio de los trenes R): Tiene dos estaciones con el nombre de "Séptima Avenida", una en Brooklyn (en la avenida Flatbush) y la otra en Manhattan (en la 53a calle).
La flota de la línea B consiste principalmente en trenes modelos R40/40Ms.
Los siguientes túneles son usados por el servicio de la línea B:
| Línea                                                                           | Vías        | Cuando                           |
| ------------------------------------------------------------------------------- | ----------- | -------------------------------- |
| Línea Concourse hacia el sur del bulevar Bedford Park                           | local       | horas punta                      |
| Línea de la Octava Avenida desde la calle 145 hacia la calle 59–Columbus Circle | local       | horas punta, medio días y tardes |
| Línea de la Sexta Avenida desde la calle 59 hacia Broadway–calle Lafayette      | expresa     | horas punta, medio días y tardes |
| Conexión con la calle Chrystie (línea completa)                                 | expresa     | horas punta, medio días y tardes |
| Puente de Manhattan                                                             | Vías nortes | horas punta, medio días y tardes |
| Línea Brighton hacia el norte de Brighton Beach                                 | expresa     | horas punta, medio días y tardes |

## Historia

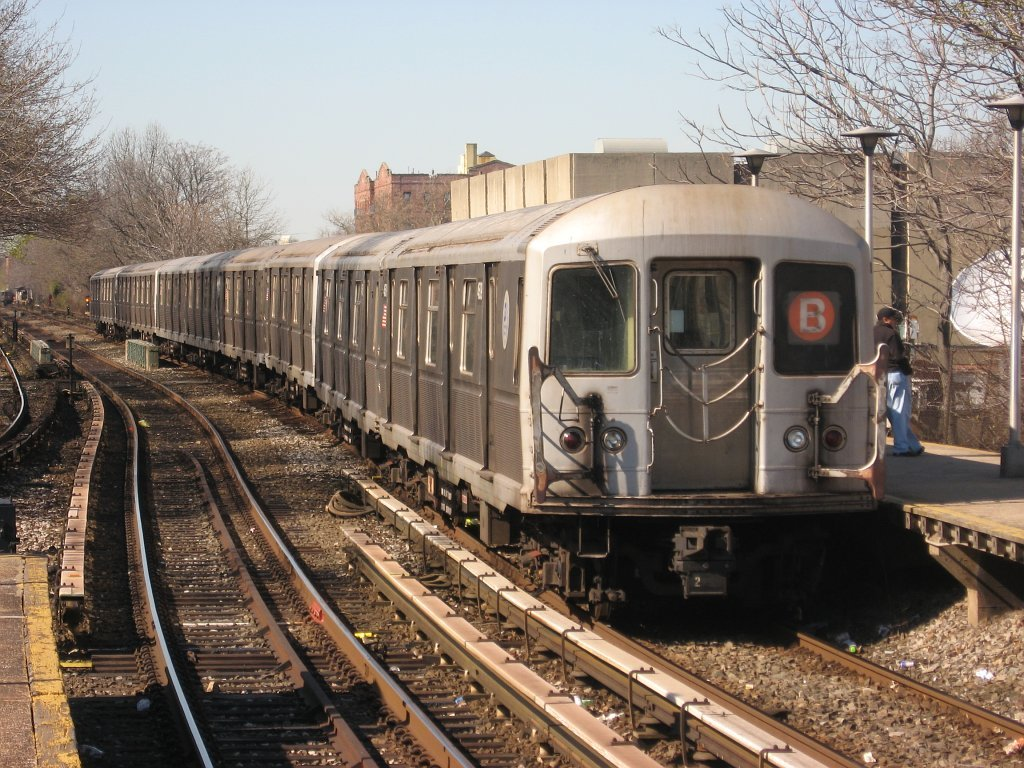
Un tren del servicio B cerca de la línea Bedford Park Boulevard va dejando la estación Kings Highway.

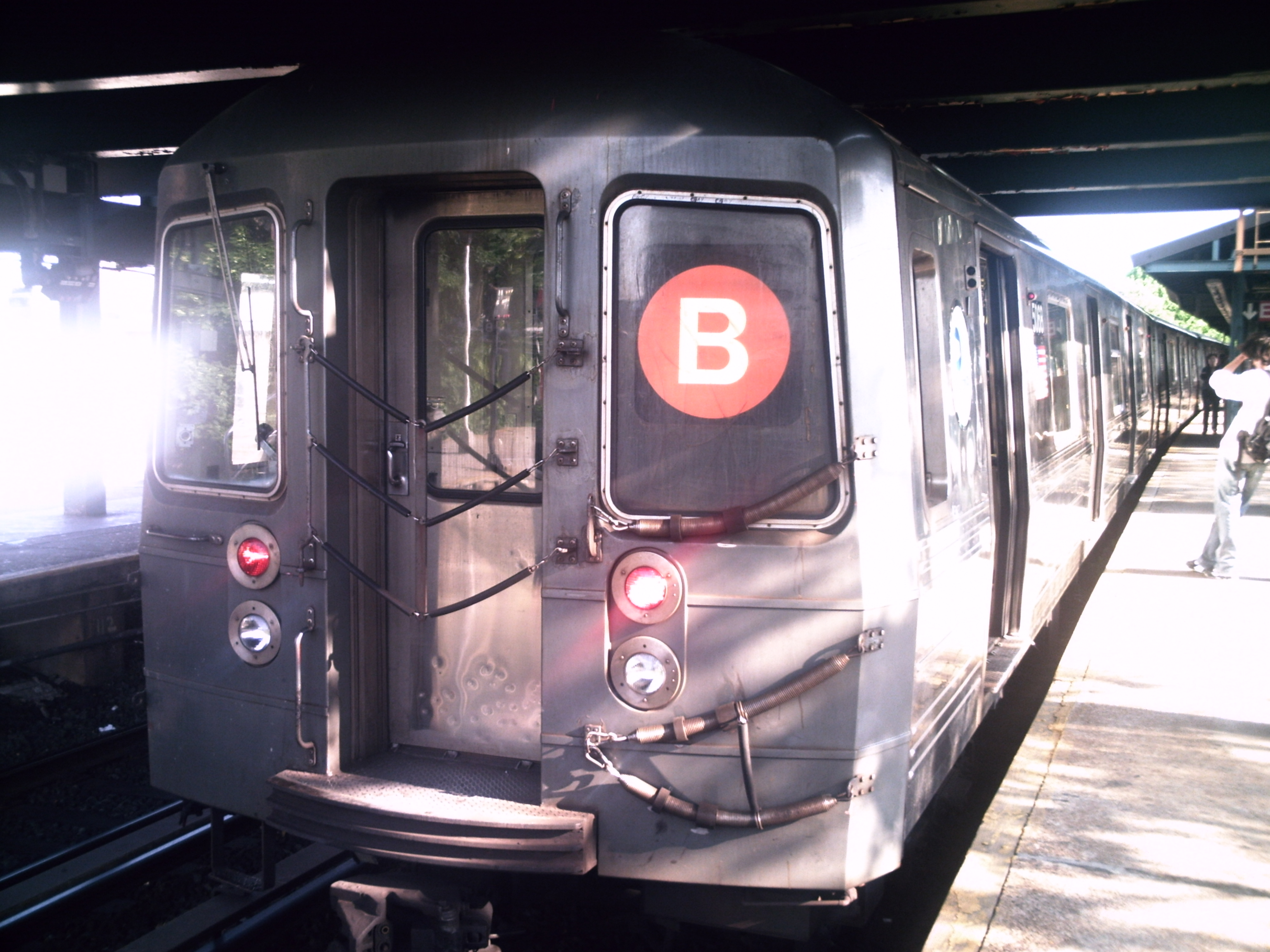
Un tren B cerca del Bronx-modelo R68As en Kings Highway.

| B 6TA AVE |

| BB 6TA AVE |

| Logos de los trenes B |

- El servicio B fue originalmente asignado para hacer rutas expresas desde el barrio de Manhattan Washington Heights y operando en Midtown Manhattan en la línea de la Sexta Avenida. Sin embargo, el servicio original de la línea B, empezando con la inauguración de la línea de la Sexta Avenida en 1940 y continuando hasta la apertura de la conexión de la calle Chrystie en 1967, funcionaba como ruta local entre la calle 168–Washington Heights y la calle 34t–Herald Square. Este servicio fue designado como BB en conformidad con el protocolo del Sistema de Metro Independiente en usar dos letras para identificar el servicio local de una línea.

## Estaciones
Para una información más detallada sobre las estaciones, vea el artículo que se encuentra arriba.
| Leyenda de la estación de servicio                       | Leyenda de la estación de servicio                       |
| -------------------------------------------------------- | -------------------------------------------------------- |
| Hace paradas todo el tiempo                              | Paradas todo el tiempo                                   |
| Hace paradas todo el tiempo                              | Paradas todo el tiempo excepto a altas horas de la noche |
| Hace paradas sólo en la noche                            | Paradas sólo en la noche                                 |
| Hace paradas sólo los días de semana                     | Paradas en días de semana                                |
| Hace paradas todo el tiempo, excepto en horas pico       | Paradas todo el tiempo excepto horas pico                |
| Hace paradas sólo en horas pico                          | Paradas sólo en horas pico                               |
| Hace paradas en horas pico en direcciones congestionadas | Paradas horas pico o vías congestionadas                 |
| Detalles del periodo de tiempo                           |                                                          |

| Servicio B                           | Estación                              | Acceso para discapacitados | Transferencias                                                      | Conexiones y notas                                                         |
| ------------------------------------ | ------------------------------------- | -------------------------- | ------------------------------------------------------------------- | -------------------------------------------------------------------------- |
| Bronx                                |                                       |                            |                                                                     |                                                                            |
| Hace paradas sólo en horas pico      | Bedford Park Boulevard                |                            | D                                                                   |                                                                            |
| Hace paradas sólo en horas pico      | Kingsbridge Road                      |                            | D                                                                   |                                                                            |
| Hace paradas sólo en horas pico      | Fordham Road                          |                            | D                                                                   |                                                                            |
| Hace paradas sólo en horas pico      | 182nd–183rd Streets                   |                            | D                                                                   |                                                                            |
| Hace paradas sólo en horas pico      | Tremont Avenue                        |                            | D                                                                   |                                                                            |
| Hace paradas sólo en horas pico      | 174th–175th Streets                   |                            | D                                                                   |                                                                            |
| Hace paradas sólo en horas pico      | 170th Street                          |                            | D                                                                   |                                                                            |
| Hace paradas sólo en horas pico      | 167th Street                          |                            | D                                                                   |                                                                            |
| Hace paradas sólo en horas pico      | 161st Street–River Avenue             | Acceso para discapacitados | D 4 (IRT Jerome Avenue Line)                                        |                                                                            |
| Manhattan                            |                                       |                            |                                                                     |                                                                            |
| Hace paradas sólo en horas pico      | 155th Street-8th Avenue               |                            | D                                                                   |                                                                            |
| Hace paradas sólo los días de semana | 145th Street                          |                            | D A C (IND Eighth Avenue Line)                                      |                                                                            |
| Hace paradas sólo los días de semana | 135th Street                          |                            | C                                                                   |                                                                            |
| Hace paradas sólo los días de semana | 125th Street                          | Acceso para discapacitados | A C D                                                               | Bus M60 hacia el Aeropuerto LaGuardia                                      |
| Hace paradas sólo los días de semana | 116th Street                          |                            | C                                                                   |                                                                            |
| Hace paradas sólo los días de semana | 110th Street–Cathedral Parkway        |                            | C                                                                   |                                                                            |
| Hace paradas sólo los días de semana | 103rd Street                          |                            | C                                                                   |                                                                            |
| Hace paradas sólo los días de semana | 96th Street                           |                            | C                                                                   |                                                                            |
| Hace paradas sólo los días de semana | 86th Street                           |                            | C                                                                   |                                                                            |
| Hace paradas sólo los días de semana | 81st Street–Museum of Natural History |                            | C                                                                   |                                                                            |
| Hace paradas sólo los días de semana | 72nd Street                           |                            | C                                                                   |                                                                            |
| Hace paradas sólo los días de semana | 59th Street–Columbus Circle           |                            | A C D 1 (IRT Broadway–Seventh Avenue Line)                          |                                                                            |
| Hace paradas sólo los días de semana | Seventh Avenue                        |                            | D E (IND Queens Boulevard Line)                                     |                                                                            |
| Hace paradas sólo los días de semana | 47th–50th Streets–Rockefeller Center  |                            | D F M                                                               |                                                                            |
| Hace paradas sólo los días de semana | 42nd Street–Bryant Park               |                            | D F M 7 <7> (IRT Flushing Line en Fifth Avenue–Bryant Park)         |                                                                            |
| Hace paradas sólo los días de semana | 34th Street–Herald Square             | Acceso para discapacitados | D F M N Q R W (BMT Broadway Line)                                   | PATH en 33rd Street Amtrak, LIRR, NJ Transit en la Estación Pennsylvania   |
| Hace paradas sólo los días de semana | West Fourth Street–Washington Square  | Acceso para discapacitados | D F M A C E (IND Eighth Avenue Line)                                | PATH en 9th Street                                                         |
| Hace paradas sólo los días de semana | Broadway–Lafayette Street             |                            | D F M 6 <6> (IRT Lexington Avenue Line en Bleecker Street)          | Transferencia solo hacia los trenes de la Avenida Lexington en el downtown |
| Hace paradas sólo los días de semana | Grand Street                          |                            | D                                                                   |                                                                            |
| Brooklyn                             |                                       |                            |                                                                     |                                                                            |
| Hace paradas sólo los días de semana | DeKalb Avenue                         | Acceso para discapacitados | Q R                                                                 |                                                                            |
| Hace paradas sólo los días de semana | Atlantic Avenue                       | Acceso para discapacitados | Q D N R (BMT Fourth Avenue Line) 2 3 4 5 (IRT Eastern Parkway Line) | LIRR Atlantic Branch en Flatbush Avenue                                    |
| Hace paradas sólo los días de semana | Seventh Avenue                        |                            | Q                                                                   |                                                                            |
| Hace paradas sólo los días de semana | Prospect Park                         | Acceso para discapacitados | Q S (Franklin Avenue Shuttle)                                       |                                                                            |
| Hace paradas sólo los días de semana | Church Avenue                         |                            | Q                                                                   |                                                                            |
| Hace paradas sólo los días de semana | Newkirk Avenue                        |                            | Q                                                                   |                                                                            |
| Hace paradas sólo los días de semana | Kings Highway                         |                            | Q                                                                   |                                                                            |
| Hace paradas sólo los días de semana | Sheepshead Bay                        |                            | Q                                                                   |                                                                            |
| Hace paradas sólo los días de semana | Brighton Beach                        |                            | Q                                                                   |                                                                            |